# Lista filmelor Looney Tunes
Aceasta este o listă a filmelor Looney Tunes, cu apariții de la personajele din serie, fie concentrate pe acestea sau fie doar apariții cameo.

## Apariții cameo
| Titlu                                     | Titlu român                        | An   | Note |  |
| ----------------------------------------- | ---------------------------------- | ---- | --- |  |
| Haunted Gold                              |                                    | 1932 | Film Western cu John Wayne, animat doar la început. Secvența de început este inclusă în Looney Tunes Golden Collection, vol. 6 ca o vizualizare specială.                                                                             |  |
| Alice in Wonderland                       |                                    | 1933 | Studioul Leon Schlesinger a produs secvența "Walrus and the Carpenter" în acest film live-action produs de Paramount Pictures. |  |
| When's Your Birthday?                     |                                    | 1937 | Secvența de început produsă de Andrew Stone Productions, companie de filme independentă. |  |
| The Big Broadcast of 1938                 |                                    | 1938 | Film Paramount Pictures, cu secvență animată produsă de studioul Leon Schlesinger. |  |
| She Married a Cop                         |                                    | 1939 | Film Republic Pictures, cu secvențe animate produse de studioul Leon Schlesinger. |  |
| Love Thy Neighbor                         |                                    | 1940 | Film Paramount Pictures, cu secvență animată de studioul Leon Schlesinger. |  |
| The Lady Eve                              |                                    | 1941 | Film Paramount Pictures, cu secvență animată produsă de studioul Leon Schlesinger |  |
| Hi Diddle Diddle                          |                                    | 1943 | Film United Artists, cu secvență animată produsă de studioul Leon Schlesinger |  |
| Two Guys from Texas                       |                                    | 1947 | Cameo de Bugs Bunny. Scenele cameo incluse de asemenea pe Looney Tunes Golden Collection, vol. 1 ca o vizualizare specială. |  |
| My Dream Is Yours                         |                                    | 1949 | Cameo de Bugs Bunny și Tweety. Scenele cameo incluse de asemenea pe Looney Tunes Golden Collection, vol. 1 ca o vizualizare specială.                                                                                                 |  |
| Who Framed Roger Rabbit                   | Cine a șters iepurele Roger        | 1988 | Un film Disney/Amblin realizat de Touchstone Pictures. Cameo de personajele Looney Tunes cum ar fi Bugs Bunny, Daffy Duck, Porky Pig, Tweety, Wile E. Coyote și Road Runner, Sylvester, Foghorn Leghorn, Marc Antony, și Yosemite Sam |  |
| Gremlins 2: The New Batch                 | Gremlins 2                         | 1990 | Secvență de început cu Bugs Bunny și Daffy Duck, Porky Pig la sfârșit. |  |
| Scooby Doo 2: Monsters Unleashed          | Scooby-Doo 2: Monștrii dezlănțuiți | 2004 | Continuare a filmului din 2002 Scooby Doo. Cameo de Diavolul Tasmanian în scena unde Scooby Doo bea o poțiune îl transformă în Taz.                                                                                                   |  |
| Justice League: The New Frontier          | Liga Dreptății: Noua frontieră     | 2008 | Bugs Bunny are o apariție cameo, fiind dublat de Joe Alaskey. |  |
| Ready Player One                          | Ready Player One: Să înceapă jocul | 2018 | Un film Amblin Entertainment cu regia de Steven Spielberg și distribuit de Warner Bros. Marvin Marțianul apare ca un personaj în lumea digitală a filmului.                                                                           |  |
| Teen Titans Go! to the Movies             | Haideți, Tineri Titani, la film!   | 2018 | Daffy Duck și Porky Pig apar în secvența logo de început a filmului. |  |
| Mortal Kombat Legends: Scorpion's Revenge |                                    | 2020 | Daffy Duck apare în secvența logo de început a filmului, fiind tras de Scorpion în Netherrealm. |  |
| Teen Titans Go! See Space Jam             |                                    | 2021 | Un film de televiziune difuzat pe Cartoon Network care este o încrucișare între Haideți, Tineri Titani! și Meciul secolului făcând reclamă la Space Jam: O nouă eră.                                                                  |  |

## Filme de compilare
Toate regizate de Friz Freleng. Excepțiile sunt notate.
| Titlu                                     | Titlu român                              | An   | Desene incluse | Note |
| ----------------------------------------- | ---------------------------------------- | ---- | --- | --- |
| Bugs Bunny: Superstar                     |                                          | 1975 | - What's Cookin' Doc? - A Wild Hare - A Corny Concerto - I Taw a Putty Tat - Rhapsody Rabbit - Walky Talky Hawky - My Favorite Duck - Hair-Raising Hare - The Old Grey Hare | Regizat de Larry Jackson. Singurul film de compilare Looney Tunes fără animație nouă; celelalte secvențe sunt doar documentare în acțiune pe viu. Inclus în Looney Tunes Golden Collection, volume 4 ca o vizualizare specială. |
| The Bugs Bunny/Road Runner Movie          | Filmul lui Bugs Bunny și Road Runner     | 1979 | - Hare-Way to the Stars - Duck Dodgers in the 24½th Century - Robin Hood Daffy - Duck Amuck - Bully for Bugs - Ali Baba Bunny - Rabbit Fire - For Scent-imental Reasons - Long Haired Hare - What's Opera, Doc? - Operation: Rabbit Cu clipuri din: - Hip Hip-Hurry! - To Beep or Not to Beep - Zoom and Bored - Zip 'N Snort - Hopalong Casualty - Hot-Rod and Reel! - Wild About Hurry - Whoa, Be-Gone! - There They Go-Go-Go! - Gee Whiz-z-z-z-z-z-z - Going! Going! Gosh! - Zipping Along - Scrambled Aches - Guided Muscle - Stop! Look! And Hasten! - Fast and Furry-ous - Beep Prepared | Regizat de Chuck Jones și Phil Monroe |
| The Looney Looney Looney Bugs Bunny Movie | Filmul lui Bugs Bunny                    | 1981 | - Knighty Knight Bugs - Hare Trimmed - Devil's Feud Cake - Roman Legion-Hare - Sahara Hare - Wild and Woolly Hare - The Unmentionables - Golden Yeggs - Catty Cornered - Three Little Bops - High Diving Hare - Show Biz Bugs Cu clipuri din: - A Pizza Tweety Pie - Little Red Rodent Hood - Speedy Gonzales | |
| Bugs Bunny's 3rd Movie: 1001 Rabbit Tales | Bugs Bunny: 1001 de povești iepurești    | 1982 | - Cracked Quack - Apes of Wrath - Wise Quackers - Ali Baba Bunny - Tweety and the Beanstalk - Bewitched Bunny - Goldimouse and the Three Cats - Red Riding Hoodwinked - The Pied Piper of Guadalupe - One Froggy Evening Cu clipuri din: - Mexican Boarders - Aqua Duck | |
| Daffy Duck's Fantastic Island             | Filmul lui Daffy Duck: Insula fantastică | 1983 | - Captain Hareblower - Stupor Duck - Greedy For Tweety - Banty Raids - Louvre Come Back to Me! - Tree for Two - Curtain Razor - A Mouse Divided - Of Rice and Hen - Lovelorn Leghorn - From Hare to Heir | |
| Daffy Duck's Quackbusters                 |                                          | 1988 | - Night of the Living Duck - Daffy Dilly - The Prize Pest - Water, Water Every Hare - Hyde and Go Tweet - Claws for Alarm - The Duxorcist - Transylvania 6-5000 - The Abominable Snow Rabbit - Punch Trunk - Jumpin' Jupiter | *Singurul film complet animat de compilare neprodus de cineva din studioul Termite Terrace |
| The Looney Tunes Hall of Fame             |                                          | 1991 | - A Wild Hare - Birdy and the Beast - Bugs Bunny Rides Again - Rabbit Seasoning - Feed the Kitty - One Froggy Evening - Duck Amuck - Another Froggy Evening - Fast and Furry-ous - What's Opera, Doc? - Ali Baba Bunny - Knighty Knight Bugs - High Diving Hare - Bully for Bugs - Rabbit of Seville | |

## Filme originale

### Filme cinematografice
| # | Titlu                                                   | Premiera          | Regia           | Scenariul | Povestea | Producători                                                     |
| - | ------------------------------------------------------- | ----------------- | --------------- | --- | --- | --------------------------------------------------------------- |
| 1 | Meciul secolului                                        | 15 noiembrie 1996 | Joe Pytka       | Leo Benvenuti, Steve Rudnick, Timothy Harris și Herschel Weingrod | Leo Benvenuti, Steve Rudnick, Timothy Harris și Herschel Weingrod | Joe Medjuck și Daniel Goldberg                                  |
| 2 | Looney Tunes: Noi aventuri                              | 14 noiembrie 2003 | Joe Dante       | Larry Doyle | Larry Doyle | Paula Weinstein și Bernie Goodman                               |
| 3 | Space Jam: O nouă eră                                   | 15 iulie 2021     | Malcolm D. Lee  | Juel Taylor, Tony Rettenmaier, Keenan Coogler, Terence Nance, Jesse Gordon și Celeste Ballard                                                                            | Juel Taylor, Tony Rettenmaier, Keenan Coogler și Terence Nance | Ryan Coogler, LeBron James, Maverick Carter și Duncan Henderson |
| 4 | Ziua în care Pământul a făcut bum! Un film Looney Tunes | 14 martie 2025    | Pete Browngardt | Darrick Bachman, Pete Browngardt, Kevin Costello, Andrew Dickman, David Gemmill, Alex Kirwan, Ryan Kramer, Jason Reicher, Michael Ruocco, Johnny Ryan și Eddie Trigueros | Darrick Bachman, Pete Browngardt, Kevin Costello, Andrew Dickman, David Gemmill, Alex Kirwan, Ryan Kramer, Jason Reicher, Michael Ruocco, Johnny Ryan și Eddie Trigueros | N/A                                                             |
| 5 | Coyote vs. Acme                                         | 2026              | Dave Green      | Samy Burch | James Gunn, Jeremy Slater și Samy Burch | Chris DeFaria și James Gunn                                     |

### Filme direct-pe-video
Toate titlurile de mai jos sunt disponibile pe DVD.
| # | Titlu                                         | Premiera           | Regia                                                                                                | Scenariști                                                                                         | Producători                      |
| - | --------------------------------------------- | ------------------ | --- | -------------------------------------------------------------------------------------------------- | -------------------------------- |
| 1 | Tiny Toon Adventures: How I Spent My Vacation | 12 martie 1992     | Rich Arons, Byron Vaughns, Alfred Gimeno, Barry Caldwell, Ken Boyer Art Leonardi și Kent Butterworth | Paul Dini, Nicholas Hollander, Tom Ruegger și Sherri Stoner                                        | Tom Ruegger                      |
| 2 | Tweety's High Flying Adventure                | 12 septembrie 2000 | James T. Walker, Karl Torege și Charles Visser                                                       | Tom Minton, Tim Cahill și Julie McNally                                                            | Tom Minton și James T. Walker    |
| 3 | Baby Looney Tunes: O aventură extraordinară   | 11 februarie 2003  | Gloria Yuh Jenkins                                                                                   | Libby Hinson, Earl Kress și Tom Minton                                                             | Gloria Yuh Jenkins și Tom Minton |
| 4 | Fleacuri, zise rățoiul!                       | 14 noiembrie 2006  | Charles Visser                                                                                       | Ray DeLaurentis                                                                                    | Frank Molieri                    |
| 5 | Looney Tunes: Goana după iepuri               | 4 august 2015      | Jeff Siergey                                                                                         | Poveste de: Hugh Davidson, Larry Dorf și Rachel Ramras Teleplay de: Hugh Davidson și Rachel Ramras | Hugh Davidson și Jeff Siergey    |
| 6 | King Tweety                                   | 14 iunie 2022      | Careen Ingle                                                                                         | Poveste de: Erik Adolphson Teleplay de: Eric Adolphson și Careen Ingle                             | Kandace Reuter și Careen Ingle   |
| 7 | Taz: Quest for Burger                         | 6 iunie 2023       | Ryan Kramer                                                                                          | Povestea de: Jack Donaldson Scris de: Bryan Condon                                                 | Mark Marek                       |

### Filme televizate
| # | Titlu                                 | Premiera | Regia             | Scenariști  | Producători | Canal | Note          |
| - | ------------------------------------- | -------- | ----------------- | ----------- | ----------- | ----- | ------------- |
| 1 | Bye Bye Bunny: A Looney Tunes Musical | VFA      | Brandon Jefferson | Ariel Dumas | VFA         | VFA   | Film muzical. |